# 联合健康集团
聯合健康集團（英語：UnitedHealth Group, ：UNH）是全球營業額第二大的健康保險及衛生資訊科技公司，總部設在美國明尼蘇達州明尼托卡。該公司於2020年财富世界500强公司中排名第7。《财富杂志》評選聯合健保為美國保險和管理式照護公司中最受敬重的健康保險公司第一名。
2015年3月30日，聯合健康集團旗下的卧騰（Optum）同意以大約128億美元的價格收購藥物福利管理公司Catamaran Corp。
聯合健康集團旗下有五大公司：
- 聯合牛津健康保險團體與個人計劃(UnitedHealthcare Employer and Individual)
- 聯合牛津健康保險聯邦政府長者計劃(UnitedHealthcare Medicare and Retirement)
- 聯合健康保險州政府補助計劃(UnitedHealthcare Community and State)
- 聯合健康保險全球 (UnitedHealthcare Global)
- 卧騰 (Optum)

聯合健康集團為各種對象設計全系列的健保計劃與服務。聯合健康集團為全美九千萬人提供服務，約有30萬名僱員在全美50個州及130多個國家任職服務。

## 公司架構
聯合健康集團全球約有30萬名僱員以多單位的組織管理。

### Optum
該品牌創立於2011，負責提供多元化醫療健康服務平台專注於新科技在健康照護領域的應用。
主要包括OptumHealth（健康管理公司）、OptumInsight（健康信息技術服務公司）和 OptumRx（藥品福利管理公司）。

### UnitedHealthcare
UnitedHealthcare 包含四個主要事業體:
- UnitedHealthcare Employer and Individual - 提供大型企業員工之健康保險計畫規劃服務。
- UnitedHealthcare Medicare and Retirement - 提供65歲以上長者健康保險與退休福利計畫服務。[1]
- UnitedHealthcare Community and State - 提供州政府照顧計劃, 此種計劃以每月收取保費的形式，照顧經濟上處於不利地位，醫療狀況欠佳的人以及沒有雇主資助的醫療保險的人。[1]
- UnitedHealthcare Global - 提供醫療保險服務給130國的620萬民眾，主要包含巴西、智利、哥倫比亞與祕魯。[1]

## 公司历史
- 2015年3月，联合健康旗下OptumRx宣布收购CatamaranRx。[6]
- 2017年1月9日，UnitedHealth 的 Optum 宣布以23亿美金收购 Surgical Care Affiliates。[6]
- 2017年，UnitedHealth的Optum部门收购了由Audax Health的高管创办的Rally Health。在被收购之前，UnitedHealth在2015年以大笔资金支持Rally Health，并通过在Rally Health的旗舰产品RallySM中招募500万UnitedHealth保单持有人。UnitedHealth，Audax Health和Rally Health之间的密切关系是Grant Vrestandig（Audax和Rally）与当时的UnitedHealth总裁兼首席财务官David Wichmann之间的密切个人关系。[6]
- 2019年6月，UnitedHealth的Optum部门以43亿美元的价格从DaVita Inc.手中收购了Davita Medical Group。
- 2019年，联合健康公司同意以32亿美元的价格收购Equian。[6]
- 2019年6月19日，UnitedHealth以未公开的价格收购了在线患者社区平台PatientLikeMe，并将其并入UnitedHealth Group的研究部门。
- 2024年12月4日，聯合健康保險行政總裁布莱恩·汤普森前往紐約參加年度投資者會議時遭一名男子開槍射殺。